# Paysage de fantaisie
Paysage de fantaisie est un roman de Tony Duvert publié en janvier 1973 aux éditions de Minuit. Il est récompensé en novembre 1973 par le prix Médicis.

## Résumé
Dans une maison de campagne, des enfants sont dressés pour la prostitution.

## Style
Premier « point de bascule » de l'œuvre de Duvert, c'est un livre subversif (Madeleine Chapsal) qui allie à une narration et un style très déstructurés inspirés du Nouveau Roman, de la pornographie, de l'intransigeance stylistique et du réalisme social. Dans la suite des premiers ouvrages de Duvert, Paysage de fantaisie est « une espèce de nouveau roman, sans ponctuation, sans majuscules, sans phrases au sens habituel du mot, mais avec en revanche des blancs à l'intérieur des alinéas ». Cependant, il l'a rédigé plus lentement que les précédents, en trois ans (1970-1972), et à l'écriture du fantasme s'ajoutent « des passages d'une extraordinaire netteté réaliste et dans lesquels la petite société des enfants apparaît comme dans aucun autre livre de la littérature auparavant ».
Le titre du roman provient du nom français d'un tableau de Francesco Guardi conservé au musée de l'Ermitage

## Accueil critique
Ce roman est particulièrement bien reçu, dès sa sortie, par les critiques littéraires des grands médias français (Claude Mauriac, Madeleine Chapsal, Jean-François Josselin, François Nourissier, Dominique Rolin, etc.). Pour Madeleine Chapsal de l'Express c'est « un très grand livre. Par moments, insoutenable. Un livre où la lecture difficile retrouve sa dimension trop souvent perdue d'activité subversive. » Pour Bertrand Poirot-Delpech du Monde, Duvert s'affirme avec cet ouvrage comme « le jeune auteur qui monte, qu'on ne va tarder à citer et à imiter ». Pour Claude Mauriac du Figaro « l'auteur (...) révèle dans ce passage continu de l'abominable au délicieux et de l'exécrable à l'exquis, des dons et un art que le mot talent ne suffit pas à exprimer. »
En novembre 1973, grâce au soutien de Roland Barthes, le roman obtient le prix Médicis, alors que la presse attendait plutôt la récompense pour Bernard Noël.
Cette publicité supplémentaire permet à certaines voix discordantes de s'exprimer. Jack Kolbert de la French Review écrit ainsi début 1974 dans un bilan de l'année littéraire 1973 : « Nous devons avouer  qu'un ouvrage, dont l'érotisme nous semble toucher à la plus basse pornographie, ait été récompensé par l'un des grands prix littéraires français, nous paraît abusif. »

## Éditions
- Paysage de fantaisie, éditions de Minuit, 1973  (ISBN 2707303410).